# Waseca
Waseca is een plaats (city) in de Amerikaanse staat Minnesota, en valt bestuurlijk gezien onder Waseca County.

## Demografie
Bij de volkstelling in 2000 werd het aantal inwoners vastgesteld op 8493.
In 2006 is het aantal inwoners door het United States Census Bureau geschat op 9491, een stijging van 998 (11.8%).

## Geografie
Volgens het United States Census Bureau beslaat de plaats een oppervlakte van
12,8 km², waarvan 9,9 km² land en 2,9 km² water. Waseca ligt op ongeveer 342 m boven zeeniveau.

## Plaatsen in de nabije omgeving
De onderstaande figuur toont nabijgelegen plaatsen in een straal van 24 km rond Waseca.